# Gomya parvula
Gomya parvula es una especie de coleóptero de la familia Latridiidae.

## Distribución geográfica
Habita en las Islas del Océano Atlántico.